# 喬治·亞利斯
喬治·亞利斯（英語：George Arliss，1868年4月10日—1946年2月5日），是英國演員，作家，劇作家和電影製片人，在美國獲得成功。他是第一個贏得奧斯卡最佳男主角獎的英國演員。他在好莱坞星光大道拥有一颗属于自己的星形徽章。

## 生平
他的父亲是个印刷商，一开始他跟随父亲一起工作但很快就开始了自己的演艺事业。他曾经参加过舞台剧以及电影的演出，最著名的角色是那些历史人物。1887年他就开始了自己的演艺生涯，不过直到1900年他才逐渐为世人熟悉。1902年他出现在了纽约的舞台上。20世纪30年代，他开始参加电影的演出。在拍摄过若干部电影后，他在1924年又回到了百老汇。1930年，他因为《英宮外史》一片被美国电影学会选为奥斯卡最佳男主角，这也是他的第一部有声电影。他自己还写过几个剧本以及若干本自传。1946年他死于英国伦敦。

## 演出
- 《英宮外史》（Disraeli）

## 外部連結
- Arliss archives @ wordpress.com
- 喬治·亞利斯在互联网电影资料库（IMDb）上的資料（英文）
- 互聯網百老匯資料庫（IBDB）上喬治·亞利斯的資料（英文）

}
| 獎項                   | 獎項                    | 獎項                   |
| ---------------------- | ----------------------- | ---------------------- |
| 前任者： 沃纳·巴克斯特 | 奥斯卡最佳男主角 1930年 | 繼任者： 赖尼尔·巴利摩 |